# Frederik Pohl
Frederik Pohl (nascut el 1919; traspassat el 2013) va ser un escriptor de ciència-ficció guardonat amb els tres màxims premis del gènere: Hugo, Nebula i John W Campbell, a banda d'altres reconeixement com National Book Award dels Estats Units. Ha treballat també com a editor i agent literari, conferenciant sobre futurologia i política i periodista.

## Obres més cèlebres
- Trilogia Undersea
- Saga dels Heeche, on destaca la novel·la Gateway)
- Saga de Els mercaders de l'espai (amb Cyril M. Kornbluth)
- A Plague of Pythons
- The World at the End of Time
- Tiberius (novel·la històrica)
- Our Angry Earth (amb Isaac Asimov)
- Jem